# Rapture 2014
Tournées par Eminem
Eminem 2013 Tour
(2013)
Rapture 2014 est une tournée du rappeur Eminem réalisé en 2014. Elle a débuté le 15 février 2014 en Nouvelle-Zélande et s'est déroulée sur un ensemble de six dates dans trois pays, Nouvelle-Zélande, Australie et Afrique du Sud. Cette tournée a pour but de promouvoir son dernier album The Marshall Mathers LP 2 paru le 5 novembre 2013. Elle fait suite à la tournée Eminem 2013 Tour.

## Présentation
La tournée s'inscrit dans la continuité du The Recovery Tour et de sa tournée en 2013 « Eminem 2013 Tour » qui ne porte pas de nom officiel. La mise en scène est la même que sa tournée précédente, cependant la setlist est légèrement modifiée avec les ajouts de Rap God, Berzerk et The Monster qui constituent les singles de son album The Marshall Mathers LP 2.
Cette tournée sera l'occasion pour Eminem de jouer pour la première fois en Nouvelle-Zélande et sur le territoire Africain. Environ 380 000 personnes assisteront à cette tournée.
Plusieurs rappeurs effectueront les premières parties, parmi eux Kendrick Lamar, J. Cole et Action Bronson.

## Dates de la tournée
| Dates           | Ville           | Pays             | Lieu                    | Affluence         | Revenu       |
| --------------- | --------------- | ---------------- | ----------------------- | ----------------- | ------------ |
| 15 février 2014 | Auckland        | Nouvelle-Zélande | Western Springs Stadium | 52 444 / 52 444   | 6 838 988 $  |
| 19 février 2014 | Melbourne       | Australie        | Etihad Stadium          | 51 335 / 51 335   | 7 034 160 $  |
| 20 février 2014 | Brisbane        | Australie        | Suncorp Stadium         | 43 927 / 43 927   | 5 643 915 $  |
| 22 février 2014 | Sydney          | Australie        | ANZ Stadium             | 53 649 / 53 649   | 6 937 910 $  |
| 26 février 2014 | Le Cap          | Afrique du Sud   | Cape Town Stadium       | 37 825 / 46 366   | 1 939 801 $  |
| 1er mars 2014   | Johannesburg    | Afrique du Sud   | Ellis Park Stadium      | 51 787 / 53 122   | 3 546 638 $  |
| CUMULATIF TOTAL | CUMULATIF TOTAL | CUMULATIF TOTAL  | CUMULATIF TOTAL         | 290 967 / 300 843 | 31 941 412 $ |

## Programme
1. Survival
2. Won't Back Down
3. 3 a.m.
4. Square Dance
5. Business
6. Kill You
7. White America
8. Mosh
9. Rap God
10. Just Don't Give a Fuck
11. Criminal
12. The Way I Am
13. Fast Lane (avec Royce da 5'9")
14. Lighters (avec Royce da 5'9")
15. Love the Way You Lie
16. Stan
17. Sing for the Moment
18. Like Toy Soldiers
19. Forever
20. Berzerk
21. 'Till I Collapse
22. Cinderella Man
23. The Monster
24. My Name Is
25. The Real Slim Shady
26. Without Me
27. Not Afraid
28. Lose Yourself (rappel)